# Utaki
Ein Utaki (okinawanisch 御嶽) ist ein natürlicher, heiliger Ort, an dem Menschen Rituale vollziehen.  Weitere Bezeichnungen für diese heiligen Stätten der Ryūkyū-Völker sind Kusatemui (腰当森), On und Ogamiyama (拝み山). Seit der frühesten Periode der Ryūkyū-Inseln bis in die Gegenwart hinein finden dort religiöse Handlungen und Ahnenverehrung statt. Vollzogen wurden und werden diese Riten durch Priesterinnen. Die ranghöchsten Priesterinnen sind die Noro (Kikoe-ōgimi).
In fast allen Burgen Okinawas, den sogenannten Gusuku, findet sich auch ein Utaki, daher sagt man, dass diese beiden in enger Beziehung stehen.
Sefa-utaki und Sonohyan-Utaki (園比屋武御嶽) sind seit dem 30. November 2000 als Weltkulturerbe der UNESCO anerkannt.

## Weitere Utakis

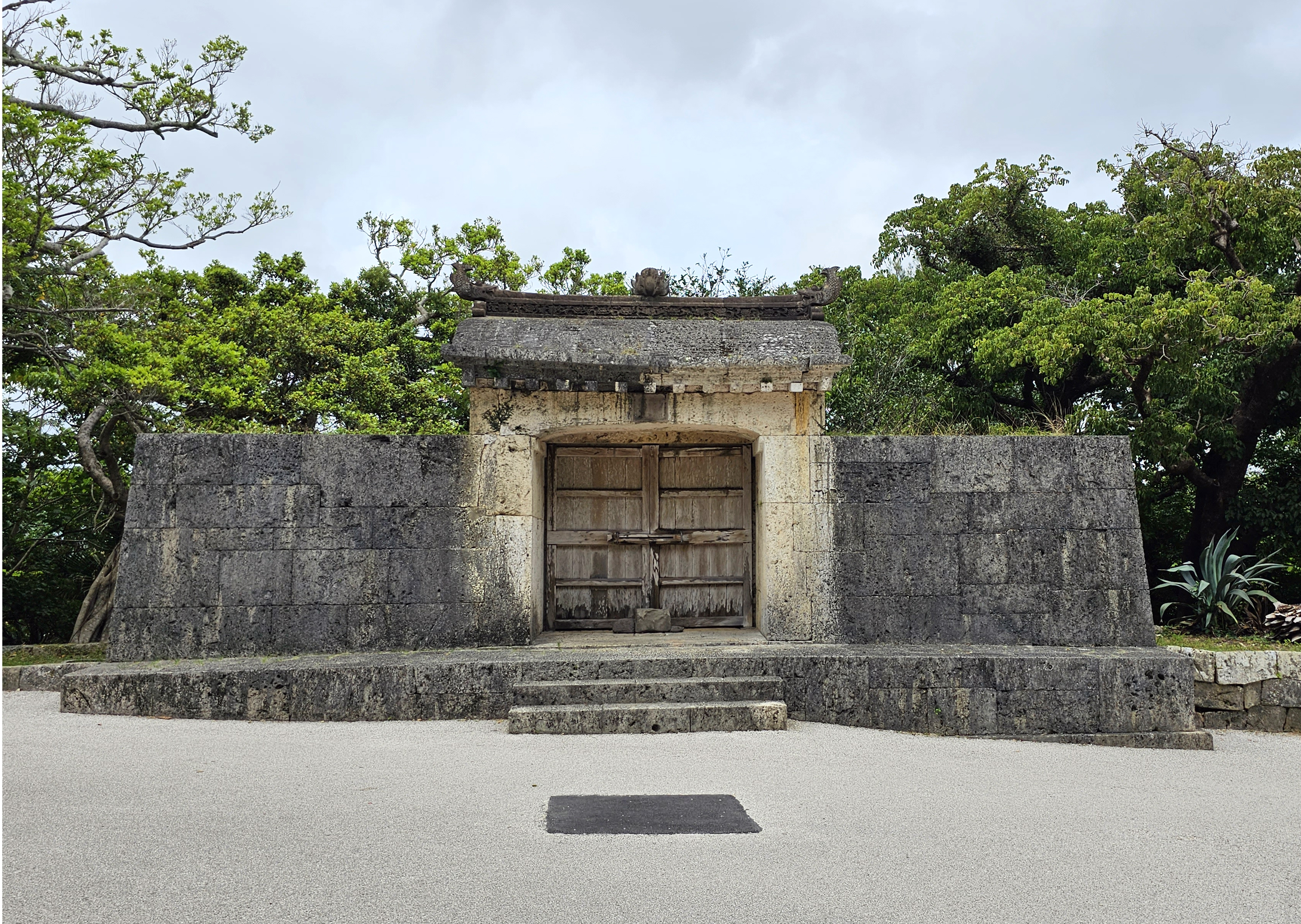
Sonohyan-utaki (1519), Tor zum Hain in Naha, Okinawa Hontō

- Upu-gusuku-utaki (大城御嶽) in der Stadt Miyakojima
- Harimizu-utaki (漲水御嶽), ebenfalls in Miyakojima
- Tohaya-uganja (渡波屋拝所) in Nago
- Tsunoji-utaki (ツノジ御嶽), Miyako-jima
- Misaki-on (美崎御嶽), Ishigaki
- Suimui Utaki, Naha
- Ben-ga-dake (弁ヶ嶽), Naha